# Elena Gheorghe
Elena Gheorghe est une chanteuse roumaine née le 30 juillet 1985,.

## Biographie
Enfant, elle suit sa mère partout en tournée et monte régulièrement sur scène avec elle comme choriste. Elle rentre dans une école de chant qui lui permettra de participer à de nombreux concours de chant dans soù elle rencontre une jeune chanteuse âgée comme elle de 16 ans et formeront le duo Viva.
C'est en 2003 que sa carrière prend de l'ampleur. Elle intègre le groupe Mandinga avec un album la même année qui sera un succès auprès de la jeunesse roumaine. Avec ce groupe, elle participe en 2005 à la sélection roumaine pour l'Eurovision et termine 4e.
En juin 2006, elle sort son premier album solo et l'année suivante, elle gagne une récompense pour la meilleure chanson de l'année qui reste longtemps dans les charts roumains. 
En 2009, elle participe à nouveau à la sélection de l'Eurovision avec sa chanson pop The Balkan Girls (Les filles des Balkans).

## Eurovision 2009
Elle représente la Roumanie lors de la première demi-finale du Concours Eurovision de la chanson 2009 à Moscou, le 16 mai 2009, avec sa chanson The Balkan Girls. Qualifiée en finale elle obtient la 19e position. 